# 付巧妹
付巧妹（1983年12月—），中国古遗传学家、发展中国家科学院青年通讯院士、中国科学院古脊椎动物与古人类研究所的研究员、博士生导师、脊椎动物演化与人类起源重点实验室副主任、分子古生物学实验室主任。
付巧妹长期从事古遗传学研究，她获得了东亚首例丹尼索瓦人DNA，解码了欧亚大陆最古老的现代人基因组，揭示了东亚最早的现代人基因组。
付巧妹是安徽含山人，1983年底出生在江西省九江市共青城市江益镇红林村。1998年，付巧妹初中毕业并考入师范。师范毕业后，付巧妹重新就读高中并于两年后考入西北大学文物保护技术专业。
2007年，付巧妹毕业于西北大学，获理学学士学位。2009年，获中国科学院研究生院硕士学位。2013年，获德国马克斯·普朗克演化人类学研究所演化遗传学博士学位，导师为2022年诺贝尔生理学或医学奖得主斯万特·帕博。2013年2月至2014年1月，她先后在德国马克斯·普朗克演化人类学研究所从事博士后研究。2014年2月至2015年12月，在美国哈佛医学院从事博士后研究。2016年，付巧妹回到中国并成为中国科学院古脊椎动物与古人类研究所的研究员和博士生导师，担任古DNA实验室（现为分子古生物学实验室）的主任。
2018年11月，当选为发展中国科学院青年通讯院士。
2023年6月，付巧妹获联合国教科文组织“阿勒福赞奖”。
2025年6月，付巧妹等人发表研究成果表明龙人的线粒体DNA和内源性蛋白质与丹尼索瓦人一致。从龙人头骨化石中提取的DNA包含有27个只有丹尼索瓦人才有的基因。